# Baie du Brise-Lames
La baie du Brise-Lames est une baie du nord-ouest de la Grande Terre, principale île de l'archipel des Kerguelen des Terres australes et antarctiques françaises dans l'océan Indien.

## Géographie

### Caractéristiques
Orientée vers l'est, la baie du Brise-Lames est située au nord-est de la péninsule Loranchet, principalement au sud de la presqu'île Cumberland et ouvre directement sur le golfe Choiseul et l'océan Indien. Elle est délimitée au nord par le cap Féron et au sud par la pointe Lucky. Large d'environ 8 km au maximum, elle est peu profonde et entre dans la péninsule Loranchet sur seulement 3 km pour environ 16,2 km2 de superficie totale.
Un mouillage existe au fond de la baie.
La baie du Brise-Lames est dominée au nord par le mont Muraille (455 m) et au sud par le mont Fontaine (355 m).

### Toponymie
Le nom de la baie est donné par les pêcheurs anglo-américains qui l'appelent Breakwater Bay à la fin du XVIIIe siècle ou au début du XIXe siècle en raison de la protection qu'elle offre entre le cap Féron et la pointe Lucky. Présent sous cette appellation sur la carte du marin et écrivain anglais John Nunn en 1850, le nom est traduit en français dans les Annales hydrographiques en 1874 et figure également ainsi sur la carte de Raymond Rallier du Baty de 1922.